# Nankoku, Kōchi
Nankoku (南国市 Nankoku-shi) là một thành phố thuộc tỉnh Kōchi, Nhật Bản.